# Paul Kazuhiro Mori
Paul Kazuhiro Mori (jap. パウロ 森 一弘, Pauro Mori Kazuhiro; * 10. Dezember 1938 in Yokohama; † 2. September 2023 in Tokio) war ein japanischer römisch-katholischer Geistlicher und Weihbischof in Tokio.

## Leben
Paul Kazuhiro Mori trat der Ordensgemeinschaft der Unbeschuhten Karmeliten bei und legte am 25. März 1962 die Profess ab. Am 11. März 1967 empfing er das Sakrament der Priesterweihe. 1977 verließ er die Ordensgemeinschaft und wurde in den Klerus des Erzbistums Tokio inkardiniert.
Papst Johannes Paul II. ernannte ihn am 3. Dezember 1984 zum Weihbischof in Tokio und Titularbischof von Fata. Der Erzbischof von Tokio, Peter Seiichi Shirayanagi, spendete ihm am 23. Februar des folgenden Jahres in der Kathedrale St. Marien in Tokio die Bischofsweihe; Mitkonsekratoren waren Stephen Fumio Hamao, Bischof von Yokohama, und Aloysius Nobuo Soma, Bischof von Nagoya.
Von seinem Amt trat er am 10. Mai 2000 zurück. Er starb im September 2023 mit 84 Jahren im Shin Tokyo Hospital.